# Conservatorio Cesare Pollini
Il Conservatorio di Musica "Cesare Pollini" è un conservatorio di musica di Padova.

## Storia
Nasce come scuola musicale, ufficialmente nel 1878, con il supporto del Comune e della Provincia e con la collaborazione di alcuni membri della "Società del Teatro Nuovo".
Fu inaugurata il 29 giugno 1879 con un concerto cameristico in cui intervenne anche il giovane pianista Cesare Pollini che nel 1882 ne assumerà la direzione. Le attività della scuola iniziarono nel luglio 1879.
Nel 1901 la scuola rinnovò il proprio Statuto sociale, inserendo le modifiche approvate negli anni precedenti. La denominazione diventa “Istituto Musicale di Padova”.
Nel 1912, dopo la morte di Pollini all'età di 54 anni, si decise di dare all'Istituto la nuova denominazione in suo ricordo. Dopo la sua morte la direzione del liceo fu presa da Oreste Ravanello.
L'Istituto ottiene nel 1922 il riconoscimento di “Ente morale autonomo” e lo Statuto è approvato con Reale Decreto di Vittorio Emanuele III d'Italia.
Dopo la morte di Ravanello divenne direttore Gian Francesco Malipiero a cui succedette Arrigo Pedrollo, anch'egli insigne compositore, che resse l'istituto fino al 1958, anno in cui la direzione fu affidata a Wolfango Dalla Vecchia. Dal 1962 divenne direttore il noto violoncellista Carlo Diletti, interprete, e nel 1966 fu la volta di Silvio Omizzolo, altro compositore.
Nei primi anni settanta il Ministero dell'Istruzione concesse la statizzazione in virtù della quale l'Istituto "C. Pollini" divenne Conservatorio Statale di Musica. I direttori furono nell'ordine Wolfango Dalla Vecchia, Sandro Dalla Libera e Claudio Scimone fino al 2002.
Nei primi anni ottanta è stato inaugurato l'Auditorium "C. Pollini".
Nel 1999 si verificò l'approvazione della Legge di riforma dei Conservatori; la riforma sanciva lo status universitario dei Conservatori di Musica a seguito del quale i diplomi rilasciati acquistavano valore di Laurea.
Il Conservatorio di Padova divenne quindi "Istituto di Alta Formazione Artistica e Musicale".

## Direttori
- Cesare Pollini (1882-1884)
- Umberto Bandini (1885-1887)
- Alberto Toma (1887-1889)
- Cesare Pollini (1889-1912)
- Oreste Ravanello (1912-1938)
- Gian Francesco Malipiero (1938-1941)
- Arrigo Pedrollo (1941-1958)
- Wolfango Dalla Vecchia (1958-1962)
- Carlo Diletti (1962-1966)
- Silvio Omizzolo (1966-1971)
- Wolfango Dalla Vecchia (1971-1973)
- Sandro Dalla Libera (1973-1974)
- Claudio Scimone (1974-2002)
- Leopoldo Armellini (2002-2008)
- Maria Nevilla Massaro (2008-2014)
- Leopoldo Armellini (2014-2020)
- Elio Orio (2020-oggi)